# Sanfilippodytes williami
Sanfilippodytes williami är en skalbaggsart som först beskrevs av Rochette 1986.  Sanfilippodytes williami ingår i släktet Sanfilippodytes och familjen dykare. Inga underarter finns listade i Catalogue of Life.